# Mike Richards (Radsportler)
Michael Basil „Mike“ Richards (* 11. Oktober 1958 in Auckland) ist ein ehemaliger neuseeländischer Radrennfahrer.

## Sportliche Laufbahn
Richards war Bahnradsportler und auch im Straßenradsport aktiv. Er war Teilnehmer der Olympischen Sommerspiele 1976 in Montreal. In der Einerverfolgung kam er auf den 9. Platz.
1976 gewann er die Bronzemedaille in der Einerverfolgung bei den UCI-Bahn-Weltmeisterschaften der Junioren. Bei den Commonwealth Games 1978 gewann Richards die Goldmedaille in der Einerverfolgung vor Gary Campbell. 1981 gewann er die Einerverfolgung bei den New Zealand Summer Games und wurde Dritter im 1000-Meter-Zeitfahren.
In der Tour of the Manawatu 1975 gelangen Richards zwei Etappensiege.

## Familiäres
Sein Bruder Jamie Richards nahm ebenfalls an den Spielen in Montreal im Straßenradsport teil.